# Enrique Jarnés Rapún
Enrique Jarnés Rapún (Remolinos, España 8 de octubre de 1925 - Mérida, Venezuela, 2001) fue un periodista y guionista español-venezolano.

## Biografía
Enrique Jarnés Rapún nació el 8 de octubre de 1925 en Remolinos, Zaragoza, España, hijo de Ángel Jarnés y Juliana Rapún. Su tío era Benjamín Jarnes (1888-1949) y su primo Enrique Jarnés Bergua (1919-1986), ambos escritores españoles.
Desde que era un niño chiquito experimentó inclinación hacia las letras. A los 11 años de edad con motivo de su primer cuento gana un primer premio de periodismo. Se graduó de estudios superiores. Curso dos años de Filosofía y Letras, el tercero no lo pudo terminar por la guerra civil española. Era becado en aquel entonces.
En España, realizó labor periodística en el suplemento del periódico "Informaciones de Madrid" denominado "Baleares", residía entonces en Palma de Mallorca. También escribió novelas para Editorial Brugueras de Barcelona. Había trabajado intensamente para diversas editoriales españolas de libros populares, utilizando, sobre todo varios pseudónimos (E.J. Richmond, Joe Lincoln, Henry Scott, …) que se harían famosos en los años cuarenta y principios de cincuenta, tanto de novelas del oeste como "rosas" o de otro tipo. Y en especial la serie "Hazañas bélicas".  
Tras repetidos enfrentamientos con la censura española de la posguerra. Trabajó en la BBC y en otros asuntos, hasta que le brindaron la oportunidad de mudarse a Venezuela en 1954. Con su llegada al país le otorgaron la ciudadanía inmediatamente y comenzó sus labores en el periódico "El Universal" de gran circulación en Venezuela.
En dicho país desempeñó una labor amplia en radio y televisión, convirtiéndose en el primer libretista extranjero que había tenido la oportunidad de trabajar en la televisión venezolana. Desarrollo medio centenar de telenovelas muy populares.
En 1957, inicia la serie "Tierra Adentro" en Radio Caracas con argumentos ubicados en diversas regiones venezolanas, lo que le valdrá el Premio Crítica; poco después obtendrá el preciado "Guaicaipuro Oro" por el más de medio millar de seriales sobre las vidas de Francisco Miranda, Simón Bolívar y el general Páez.
En 1973 en la televisión de Puerto Rico la telenovela que marca la historia de la televisión en dicho país, “El Hijo de Ángela María”, protagonizada por Rolando Barral y Johanna Rosaly. El gran éxito de “El hijo de Ángela María” en Puerto Rico y a nivel internacional la llevó a la pantalla grande, utilizando el mismo elenco de la telenovela a excepción de la actriz Sharon Riley que no pudo hacer la película por estar embarazada, fue escogida para sustituirla la actriz Irán Eory ya que necesitaban una actriz conocida internacionalmente para poder exportar la película.
En 1977 por Venevisión estrena “Laura y Virginia”, protagonizada por Alejandra Pinedo, Mary Soliani y Eduardo Serrano, telenovela de gran éxito en Venezuela y a nivel internacional.

## Series

### RCTV
- Tierra Adentro (1957)

## Telenovelas

### RCTV
- El derecho de nacer - (1965) - (Raúl Amundaray y Conchita Obac) Original de Félix B. Caignet.
- La tirana - (1965-1967) - (Eva Moreno, Edmundo Valdemar y Edmundo Arias)
- Corazón de madre - (1969) - (Amalia Pérez Díaz, Elio Rubens, Edmundo Arias) Original de Inés Rodena.
- La virgen ciega - (1970) - (Marina Baura y Oscar Martínez)
- Cristina - (1970-71) - (Marina Baura y Raúl Amundaray. Estrella Invitada: María Félix) Original de Inés Rodena.

### Telemundo
- El Hijo de Angela María (1973) (Rolando Barral y Johanna Rosaly)

### Venevisión
- La otra - (1974) - (Rebeca González, José Bardina y Claudia Islas)
- Daniela - (1976) - (Adita Riera y Eduardo Serrano)
- Laura y Virginia - (1977) - (Alejandra Pinedo, Eduardo Serrano y Mary Soliani)
- Diana Carolina (1984) - (Ivonne Goderich y Guillermo Davila)
- Rosa María o El Angel del Barrio (1986) - (Millie Avilés, Eduardo Serrano y Guillermo Davila)

### Televisa
- Seducción (1986) (Maribel Guardia y Manuel Capetillo Jr.)

## CINE
El Hijo de Angela María (1974) (Rolando Barral y Johanna Rosaly)